# Pons Probi

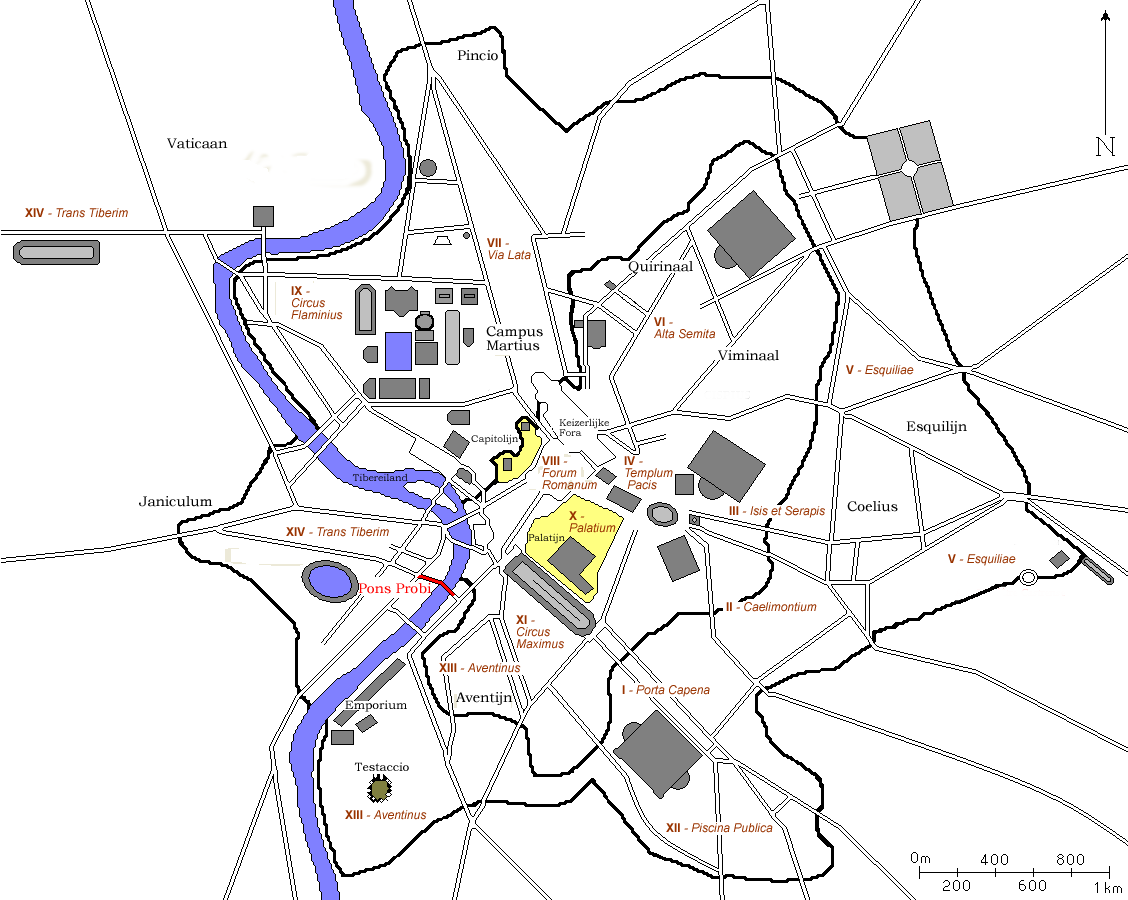
Lokalizacja mostu na mapie starożytnego Rzymu

Pons Probi (z łac. Most Probusa) – niezachowany do czasów współczesnych starożytny most na Tybrze w Rzymie, łączący Janikulum z Awentynem.
Usytuowany przy północno-zachodnim zboczu Awentynu most został zbudowany pod koniec III wieku, za panowania cesarza Probusa (276–282). Zerwany przez wody powodziowe w 374 roku, został odbudowany w następnej dekadzie przez cesarzy Teodozjusza I Wielkiego i Walentyniana II. Odbudowa ciągnęła się przez kilka lat i nie ma całkowitej pewności, czy nową przeprawę posadowiono na fundamentach starej, czy też wzniesiono obok całkiem nowy most. Odbudowaną przeprawę źródła średniowieczne określają nazwą Pons Marmoreus Theodosii lub Pons Theodosii in Riparmea.
W XI wieku most został zerwany przez powódź. Jego ruiny rozebrano w 1484 roku z rozkazu papieża Sykstusa IV. Pozostały jedynie resztki fundamentów, zniszczone całkowicie w latach 1877–1878.